# Phanerodon
Phanerodon és un gènere de peixos pertanyent a la família dels embiotòcids.

## Taxonomia
- Phanerodon atripes (Jordan & Gilbert, 1880)[2]
- Phanerodon furcatus (Girard, 1854)[3][4][5][6][7][8][9]